# サム・アゲオワ
サムエル・オモロディオン・アゲオワ（Samuel Omorodion Aghehowa、2004年5月5日 - ）は、スペイン・アンダルシア州メリリャ出身のサッカー選手。プリメイラ・リーガ・ポルト所属。スペイン代表。ポジションはフォワード。

## クラブ経歴
ナイジェリアからの移民の両親の下、スペインのアンダルシア州メリリャに生まれ、2021年にグラナダCFのカンテラへ入団した。2023年4月20日、2022-23シーズンに見せたBチームでの活躍が評価されてクラブとの契約を2028年まで延長すると、同シーズンはリーグ戦で14得点を挙げた。2023年8月14日、アトレティコ・マドリードとの2023-24シーズン開幕戦にて、開幕スタメンの座を勝ち取ると、試合には1-3で敗れたものの、チーム唯一の得点を奪った。
2023年8月21日、5年契約でアトレティコ・マドリードへ移籍した。加入から5日後の8月26日、2023-24シーズンはデポルティーボ・アラベスへレンタル移籍することが決定した。
2024年夏の移籍市場では、チェルシーFCから関心を寄せられ、チェルシー移籍で合意に至ったと報じられたものの、その後破談に終わったと報じられた。2024年8月24日、FCポルトに移籍した。FCポルトが保有権の50パーセントを移籍金1500万ユーロで取得し、さらに500万ユーロで保有権の15パーセントを追加で取得することができるオプションが2つ付帯している。

## 代表経歴
ナイジェリア代表として出場する資格を持っていたが、スペイン代表を選択した。
2023年からスペインの世代別代表に招集された。2024年パリオリンピックのサッカー大会に出場するU-23代表に選出され、金メダルを獲得した。
2024年11月にネーションズリーグの試合で初めて代表に招集された。11月18日にエスタディオ・エリオドロ・ロドリゲス・ロペスで行われたスイスとの試合でデビューを果たした。

## 私生活
FCポルト移籍以前は父の姓であるサム・オモロディオンとして知られていたが、2024年11月、ポルトの雑誌「Revista Dragões」にて母親に対する感謝を表明するとともに「母の姓を使うことで母に敬意を表したい、母の姓で（サム・アゲオワとして）知られたい」と語った。

## タイトル

### 代表
U-23スペイン代表
- パリオリンピック金メダル: 2024